# Буссенар, Луи
Луи Анри Буссенар (фр. Louis Henri Boussenard; 4 октября 1847, Эскренн — 11 сентября 1910, Орлеан) — французский писатель, автор приключенческой литературы.

## Биография
Луи Буссенар родился 4 октября 1847 года в деревне Эскренн (Франция). Его родители — Луи-Антуан Буссенар (1794—1855), управляющий эскреннским замком, сборщик коммунальных налогов, вдовец, и Элоиза Ланс (1826—1932) — кастелянша и горничная замка, дочь ткача-ремесленника (заключили официальный брак в 1850 году).
В 1860—1867 годах Луи Буссенар получал гуманитарное образование в городе Питивье, после чего поступил на медицинский факультет Парижского университета.
Во время франко-прусской войны 1870—1871 годов Буссенар был призван в армию и служил полковым врачом. Был ранен под Шампиньи. После войны Буссенар некоторое время продолжал своё медицинское образование, но вскоре окончательно порвал с профессией и занялся литературой.
1 августа 1875 года воскресное приложение к газете Le Figaro опубликовало первый рассказ Луи Буссенара — «Охота в Австралии». В последующие годы он работал научным обозревателем, репортёром и хроникёром в разных парижских газетах (Le Corsaire, Le Petit Parisien, La Justice и др).
В 1878 году Буссенар начал сотрудничать в еженедельнике Journal des voyages et des aventures de terre et de mer («Журнал путешествий и приключений на суше и на море»), ведущим автором которого он оставался до конца своей жизни. На страницах этого издания один за другим выходили в свет остросюжетные приключенческие романы Буссенара, насыщенные научно-популярными сведениями о флоре, фауне, нравах и обычаях экзотических стран.
Наибольший успех принёс писателю его второй роман — «Кругосветное путешествие юного парижанина» (1880). После публикации на страницах журнала большинство романов Буссенара были изданы отдельными книгами.
По поручению редакции «Журнала путешествий» и при поддержке министерства народного просвещения Буссенар совершил путешествие во Французскую Гвиану (6 августа 1880 — 30 января 1881 года), где почерпнул местный колорит и нашёл новые идеи для творчества. Впоследствии он посетил Марокко (1883) и Сьерра-Леоне (1884). Предположительно, в 1870-е годы он побывал также в Австралии и Индонезии, однако достоверных данных найдено не было.
С 1880-х годов Буссенар оставил Париж и поселился в провинции, в родном департаменте Луаре, живя сначала в Нанто-сюр-Эсоне и Вилльтаре (деревни близ Мальзерба), а затем в самом Мальзербе, посвящая свободное от литературного труда время охоте, рыбной ловле, спортивной гребле, велосипедным прогулкам.
Буссенар был дважды женат, детей не имел. 2 июня 1881 года он женился на 30-летней Розали Леша из Монтаржи, но супруги вскоре поссорились и расстались. Их брак был расторгнут судом в 1909 году. С 1883 года писатель состоял в фактических брачных отношениях с односельчанкой Альбертиной Делафуа (1863—1910), с которой они официально поженились 18 августа 1909 года.
В 1902 году Буссенар вернулся к журналистской деятельности и на протяжении восьми лет под псевдонимом Франсуа Девин публиковал на страницах регионального еженедельника Le Gâtinais «Письма крестьянина», написанные на босеронском диалекте, в которых выражает свои взгляды на политику, религию и общество.
Последний год жизни Буссенара прошёл в Орлеане. В июне 1910 года внезапно умерла любимая жена писателя, Альбертина Делафуа, с которой он прожил 27 лет. Луи Буссенар пережил её менее чем на три месяца и скончался в сентябре 1910 года в одной из орлеанских клиник в результате продолжительной болезни и после проведённой операции. Похоронен в родной деревне Эскренн. В 1999 году Г. Чхартишвили в книге «Писатель и самоубийство» выдвинул версию о самоубийстве Буссенара, которая оспаривается другими исследователями биографии Буссенара.
Согласно завещанию Буссенара все личные бумаги и рукописи его произведений были сожжены. Его мать, Элоиза Ланс, скончалась в возрасте 106 лет, пережив своего сына на 22 года.
В 1911 году в России вышло собрание сочинений Луи Буссенара в 40 томах. Также отдельные произведения переиздавались в советские времена — прежде всего, романы «Капитан Сорви-голова» и «Похитители бриллиантов».
В 1991—2001 годах издательство «Ладомир» выпустило полное собрание романов писателя в 30 томах (32 книгах).
Роман Луи Буссенара «Монмартрская сирота», впервые опубликованный в 1897—1898 годах на страницах ежедневной парижской газеты La Petite République, был сразу же, хотя и с сокращением более чем в два раза, переведён на русский, но при этом полностью забыт во Франции. Подлинник был обнаружен только в 2015 году русской исследовательницей Еленой Трепетовой. Первая книжная публикация романа на французском языке состоялась в октябре 2017 года в городе Питивье. Русский перевод Наталии Кондратьевой вышел в 2023 году .

## В культуре
- О своем увлечении Буссенаром (в детские годы) упоминает Аркадий Аверченко (рассказ «Смерть африканского охотника» (1915), имеющий автобиографическую основу): «Солнце накаливает морской песок у моих ног, тени постепенно удлиняются, а я, вытянувшись в холодке под облюбованной мною скалой, книга за книгой поглощаю двух своих любимцев: Луи Буссенара и капитана Майн Рида». Кроме того, в другом юмористическом рассказе Аверченко — «Рассказ для „Лягушонка“» (1911) — помещен пародийный фрагмент под названием «Восемнадцать скальпов Голубого Опоссума» (явно намекающий на роман Буссенара «Десять миллионов Рыжего Опоссума»).
- В «Швамбрании» Льва Кассиля «комиссарша»-наркомпросовка Дина категорично отвечает заинтересовавшимся Буссенаром хулиганам:

— Ну-ка, отпустите мне какую-нибудь книговинку, — сказал Кандраш, — только поинтереснее. Буссенар Луи, например! Нет? А Пинкертон есть? Тоже нет? Вот так библиотека советская, нечего сказать!
— Мы таких глупых и никчемных книг не держим, — сказала Дина, — а у нас есть вещи гораздо интереснее.
- О некоторых подробностях жизни и творчества Л. Буссенара рассказывается в приключенческой книге В. О. Ронина «Сокровища Буссенара» (2016).

### Романы

#### Серии
Приключения Парижанина
- Кругосветное путешествие юного парижанина (1880)
- Приключения парижанина в Океании (1882)
- Приключения в стране львов (1885)
- Приключения в стране тигров (1885)
- Приключения в стране бизонов (1885)

Жозеф Перро
- Из Парижа в Бразилию по суше (1884)
- Адское ущелье (1891)
- Канадские охотники (1891)

Господин Синтез
- Тайны господина Синтеза (1888)
- Десять тысяч лет среди льдов (1890)

Бессребреник
- Без гроша в кармане (1895)
- Пылающий остров (Остров в огне) (1897)
- Бенгальские душители (1898)
- Бессребреник среди жёлтых дьяволов (1914) (опубликована посмертно)

Похождения Бамбоша
- Секрет Жермены (1896)
- Похождения Бамбоша (1896)

Путешествия и приключения мадемуазель Фрикетты
- С Красным Крестом (Подвиги санитарки) (1896)
- Пылающий остров (Остров в огне) (1897)

Семья Робен
- Гвианские робинзоны (1881)
- Охотники за каучуком (1887)

Жан Грандье
- Ледяной ад (1900)
- Капитан Сорви-голова (1901)

Жан Сорви-голова
- Герои Малахова кургана[21] (1903)
- Под барабанный бой (1910)

Сын Парижанина
- Сын парижанина (1906)
- Архипелаг чудовищ (1907)
- Новые приключения парижанина (1913) (опубликована посмертно)

#### Внесерийные романы
- Десять миллионов Рыжего Опоссума. Через всю Австралию (1879)
- Похитители бриллиантов (1883)
- Необыкновенные приключения Синего человека (1889)
- Французы на Северном полюсе (1892)
- Борьба за жизнь (1894) (совместно с Анри Маленом)
- Монмартрская сирота (газетная публикация 1897—1898, книжная — 2017)
- Приключения маленького горбуна (1902)
- Террор в Македонии (1904)
- Мексиканская невеста (1905)
- Господин… Ничто! (1907)
- Банда поджигателей, или бандиты из Оржера (1908)
- Приключения воздухоплавателей (1908)
- Том-укротитель (1909)
- Железная Рука (1911) (опубликована посмертно)
- Капитан Ртуть (1912) (опубликована посмертно)

### Документальные произведения
- Охота для всех (1886)
- Приключения знаменитых первопроходцев (1894)
- Письма крестьянина (1902—1910)

### Рассказы
- Чайник раджи (1881)
- Первые эполеты (1882)
- Побег (1888)
- Барометр (1889)
- Изгнанник (1889)
- Протокол (1889)
- Театр в Экваториальной Африке (1889)
- Индианка и кайман (1891)
- Ягуар-рыболов (1891)
- Крещение тюркоса ({1896)
- Как капитан Ландри испугался и был награждён (1896)
- Проводник (1896)
- История поросёнка, умершего не от оспы (1896)
- Торпедоносцы адмирала Курбе (1897)
- Смерть слона (1897)
- Галльская кровь (1901)
- Наедине со змеёй (1902)

### Очерки
- По Гвиане (1881)
- Закон возмездия (1881)
- Семья тигров (1881)
- У экватора (1881)
- От Орлеана до Танжера (1886)
- Путешествие по трансатлантическому пароходу (1890)
- Беглые узники гвианской каторги (1891)
- Бандоль (1896)
- Виктория-регия (1901)
- Колония белых цапель (1901)